# 體育老師 (俄羅斯電視劇)
《体育老师》又译《我的逗比老师》（俄语：Физрук）是一部俄罗斯爆笑喜剧，由 Good story media 和 MFmedia 制作，首季于2014年4月7日在TNT（俄语“ТНТ”）电视台首播。

## 情节
本剧讲述前黑帮保镖队长在中学担任体育老师的故事，剧中有许多搞笑情节和引人深思的现象。
主人公奥列格·叶夫盖尔维奇·福明（绰号福马）是前黑帮头子玛玛伊的保镖队长，但因为改不掉野蛮暴力的作风和“过时”的工作方式而被开除。福马悲伤而不甘，于是决定通过讨好玛玛伊的孩子萨尼亚回到玛玛伊身边。在老友“疯子”的帮助下，他成功进入萨尼亚所在的中学成为一名体育老师，然而上班。
第一天毒舌霸道的福马就得罪了萨尼亚、美女教师塔吉亚娜和教导主任。在中学工作的日子里，福马以自己的方式尽力守护着萨尼亚，讨好心仪的塔吉亚娜，帮助办公室的同事们解决难题。福马渐渐展现出了自己心软善良的一面，他的生活中发生了一系列爆笑温馨的故事。

## 人物
奥列格·叶夫盖尔维奇·福明（德米特里·纳吉耶夫饰）
上个世纪90年代典型的黑帮分子形象，是玛玛伊的前保镖队长，拥有位于莫斯科市中心的三室公寓和奔驰、宝马两辆车。他爱上了教文学的美女老师塔吉亚娜，努力接近她、保护她。为了回到玛玛伊身边，他呆在其女儿萨尼亚·玛玛耶夫娜身边，用自以为聪明的方式帮助萨尼亚不被同学欺负、与父亲和解，但往往弄巧成拙。第二季中由于欠债，他为叶莲娜·安德烈耶夫娜·别洛娃工作，却越欠越多，债务达3000万卢布。
艾尔维拉·彼得洛夫娜·埃玛乌斯（叶莲娜·木拉维耶娃饰）
学校主任，曾任班主任，英语教师。常以学校规定要求学生、老师们，不受欢迎。她为人傲慢、以自我为中心，看不惯福马，但喜欢他的朋友“疯子”，并与其有过春风一度。在第二季中使计成为学校校长。
塔季亚娜·亚历山德洛夫娜·切尔诺谢娃（阿纳斯塔西娅·帕妮娜饰）
文学课老师，福马所爱的女人。她是个文静而品行端正的女老师，因此很难接受福马的性格。和男友斯拉夫从大学开始就在一起，现准备结婚。在第一季结局与男友分手后离开了学校。在第二季中她确定自己的心意，爱上了福马并和他在一起。
斯韦特兰娜·彼得洛夫娜·耶尔马科娃（卡琳娜·米舒莉娜饰）
生物老师，曾经迷恋上福马的霸道，成为他的情妇。性欲强，本性善良，在福马的撮合下与“老处男”化学老师在一起，认定对方为自己真正的另一半，喜结连理。
列夫·罗曼诺维奇
化学老师，福马的朋友。他是一个和善懦弱的“老处男”，常受班级学生的欺负，福马也不时为他出头。但他也常在福马的各种冒险行为中舍身帮助，是个值得信赖的好友。在第一季后半部分以他细腻体贴的爱赢回了斯威特拉娜的芳心，与之生活幸福。
亚历山德拉·玛玛耶娃·萨尼亚
玛玛依的女儿，有个性的女孩，但还太天真。她和父亲关系复杂，痛恨父亲十六年来不关心自己，也看不惯后妈，后来玛玛伊通过努力终于获得了萨尼亚的谅解。萨尼亚身材丰腴，因此略有自卑，并容易受人中伤；尽管她善良而有正义感，但她对正义与真理的向往往往仅在于厌恶遵循集体心知肚明的暗规则，这也使她并不受同龄人待见。在第一季中爱上了同班同学安东·鲍里索夫（绰号“急性子”），并与其交往。在第二季中她同意了福马的侄子--季马的求婚，但一切尚有变数。
瓦连京 （绰号“小胡子”）
典型的书呆子，胆小并常受欺负，却会为萨尼亚据理力争。他坚持留着“个性”的小胡子，一直穿着严肃的西装。在第一季中喜欢萨尼亚，却被萨尼亚误会为同性恋，喜欢“香蕉男”。和祖父母住在一起，生活规律而严谨，在现代科技上是个落伍者（使用Windows98系统的老式电脑，和诺基亚6720）。
安东·鲍里索夫（绰号“急性子”）
学校中最英俊的小伙子，班级里拿主意的领袖。喜欢萨尼亚·玛玛耶娃和绰号“小肚脐”的阿廖娜。在第一季中因为被福马的钱收买，和萨尼亚交往，但后来真的对她动了心。被萨尼亚拆穿痛骂后，回到“小肚脐”阿廖娜身边，和萨尼亚冷战。但当萨尼亚和季马开始交往后，感到嫉妒而和瓦连京商量抢回萨尼亚。
阿廖娜 (绰号“小肚脐”)
年级的第一美女，高傲、拜金。仇视萨尼亚 玛玛耶娃并喜欢羞辱她。与“急性子”交往。
亚历山大 (绰号“香蕉”)
福马在班里收买的告密者，福马帮他不被发现萨尼亚·玛玛耶娃的手机为他所偷。乐天派，昵称来源于他身穿的黄色毛衣。永远试图在学校里勾搭美女，但总是悲剧收尾。在第2季的结尾遇见了属于自己的女孩，福马帮助了他。
维克多·尼古拉耶维奇·玛玛耶夫（又叫“玛玛依”）（亚历山大·戈登饰）
福马的前老板。精明强干，身缠万贯，很爱自己的女儿，但很多时候以不合适的方式与之交流。
阿列克谢（绰号“疯子”）
福马的铁兄弟，脱衣舞俱乐部的老板，总是帮福马实现各种不靠谱的计划。婚后出轨，情妇是艾尔维拉。
季马
福马的侄儿，从小崇拜福马混黑道，在巴泰斯克被通缉，于是来到莫斯科投靠福马，希望幹出一番大事业。民族主义者，总是穿着写有“我是俄罗斯人”的衣服。喜欢Rap。第二季中与萨尼亚在一起，并不是真正爱她，而是看上了她的财富额家产。在与萨尼亚交往的过程中表现出了大男子主义、控制欲极强的一面。福马要求他离开萨尼亚，然而他欺骗了福马，带萨尼亚离开了莫斯科。后来因为金钱和法律上的问题而为叶莲娜工作。在第二季结尾向萨尼亚求婚。
斯拉瓦
商人，曾经是塔尼娅的未婚夫，称呼福马为“老头”。聪明，大男子主义，认为女人应该依靠男人，女友应该感谢自己提供的物质条件。在与塔尼娅分手后，和自己的秘书然娜在一起。
波琳娜
“疯子”俱乐部里的脱衣舞女郎，大学是心理学专业，因此给了福马许多建设性的建议。身材好，性格随和，是乌克兰人。
叶莲娜·安德烈耶夫娜·别洛娃
专管莫斯科富人们兑现生意的商人，非常强大和危险的女人。因为听说福马是玛玛依的前保镖队长而买下他欠“疯子”的债，是福马在第二季的老板。
然娜
斯拉瓦的秘书和女友。在第二季中他们决定结婚。声称自己非常爱斯拉瓦，和斯拉瓦是绝配。然而在塔尼娅看来，斯拉瓦在和自己还没分手的时候就勾搭上了然娜。
马琳娜
“疯子”的妻子，经常吵架，闹过离婚。

## 评论
- 早年间引进的前苏联电影见证了“战斗的民族”杰出的艺术天赋，继《情迷彼得堡》、《伊萨耶夫》等文艺范儿电视剧的陆续引进后，最近又有一批俄剧快速走红。网络字幕组的勤奋工作，让这些爆笑喜剧得以和中国观众“亲密接触”。其制作之精良、情节之精致、笑料之密集，甚至让英美喜剧黯然失色。——《今晚经济周刊》
- 第二季中展现出了俄罗斯民族主义思想，也一再表现出对白种人的厌恶态度。其对民族主义的态度还是引起了争议。——俄媒评论
- 有一些严厉的评论家批评剧中的性乱象和犯罪行为。该剧宣扬的价值观违背了传统的家庭观和基督教价值观。——俄媒评论

## 幕后故事
男主角德米特里·纳基耶夫是著名主持人，曾主持《城市之间》《俄罗斯好声音》等。

在剧中饰塔尼娅（阿纳斯塔西娅 帕妮娜饰）前男友的弗拉基米尔在现实生活中就是她的丈夫。

## 背景音乐
- A-ha — Forever Not Yours.
- A-ha — Velvet.
- Ace Hood — Bugatti (Feat. Future & Rick Ross).
- Ace Of Base — All That She Wants.
- Ace Of Base — Beautiful life.
- Alan Gold — Can’t Stop.
- Big Daddy Weave — Another Day In Paradise.
- Billy Sonic — Going for Gold.
- BLANK — Don’t Wanna Die (Prod. by Scady).
- Blues Saraceno — Pumpin’ Irony.
- Blues Saraceno — Fact Or Friction.
- Carolina Slim — Dirty South Hustla.
- Chase & Status — Brixton Briefcase.
- Chops — My Rims.
- DJ Kan — Fantasy.
- Dr. Dre — The Next Episode (ft. Snoop Dogg, Kurupt, Nate Dogg).
- Dr. Period — Money.
- Elaine Faye — You know.
- E-Rotic — Help Me, Dr. Dick.
- Foghat — Slow Ride.
- Foreigner — I Want to Know What Love Is.
- Gary Moore — Still Got The Blues.
- Golden Earring — Going To The Run.
- Haddaway — What Is Love.
- HammerFall — Last man standing.
- Knife Party — Bonfire.
- Midi, Maxi & EFTI — Bad bad boys.
- Mr. Big — Wild World.
- Molotov — Gimme Tha Power.
- Novation Station — Dirty Drive.
- Pet Shop Boys — Go West.
- Pet Shop Boys — Heart.
- Pet Shop Boys — It’s a Sin.
- Porchy — Stay There.
- Robert Harris — City lights.
- Roxette — It Must Have Been Love.
- Roxette — Listen To Your Heart.
- Sin With Sebastian — Shut Up (And Sleep With Me).
- The Midi Mafia — Vampire.
- Twisted Sister — I Wanna Rock
- UFO — Rock Bottom.
- Working For A Nuclear Free City — Dead Fingers Talking.
- Young De aka Demrick — We Cake’n Up [Prod. Xzibit].
- Людвиг ван Бетховен — Симфония № 9.
- Джузеппе Верди — Messa da Requiem: Dies irae.	А-Студио — Fashion girl.
- Анна Седакова — Что я наделала.
- Базиль — Ай-яй-я
- Влади — Сочиняй мечты.
- Григорий Лепс — Я счастливый.
- Григорий Лепс- Я тебя не люблю.
- Ева Польна — Je T`aime.
- Ёлка — Сука любовь.
- Ёлка — Около тебя.
- Иван Дорн — Северное Сияние.
- Кар-Мэн — В Багдаде всё спокойно.
- Кар-Мэн — Великий инквизитор.
- Кар-Мэн — Чао, Бамбино.
- Кар-Мэн — Bad Russians.
- Костя Бес — Набирая скорость
- Каста — Вокруг шум.
- Ленинград — Никого не жалко.
- Леонид Утесов — Лунная рапсодия.
- Михей и Инна Стил — Любовь остаётся.
- Меджикул — Марфа.
- Монатик — Важно.
- Мот — В платье красивого цвета.
- Мот — Страна OZ.
- Натали — О Боже, какой мужчина!.
- Нервы feat. ИЯ — Интернет.
- Николай Мудрый — Не плачь.
- Николай Мудрый — Роза на морозе.
- Нюша — Выбирать чудо.
- Нюша — Выше.
- Нюша — Наедине.
- Парк Горького — Moscow Calling.
- Полина Гагарина — Нет.
- Тимати — Голая.
- Тимати — Посмотри.
- Тимати — Твой томный взгляд.
- Тимати — Top of the world.
- Фристайл — Ах, какая женщина.
- Фруктовый кефир — Всего ничего.
- Шура— Отшумели летние дожди.
- Gorky Park — Moscow Calling
- Hi-Fi — Право на счастье.
- IKA — Выбирай.
- Iowa — Одно и то же.
- Iowa — Простая песня.
- Iowa — Радость.
- Iowa — Улыбайся.
- Kristina Si — Ну ну да.
- L'One — Все танцуют локтями.
- Natan — Аллилуйя.
- Serebro — Мама Люба.
- Slim — Высота (feat. Loc-Dog)
- 25/17 — Винтер.
- 25/17 — Звезда.
- 25/17 — На городской карте
- 25/17 — Никто не сможет меня остановить.
- 25/17 — Счастье
- 25/17 — Топоры.